# 1800.
◄ | 17. stoljeće | 18. stoljeće | 19. stoljeće | ►
◄ | 1770-ih | 1780-ih | 1790-ih | 1800-ih | 1810-ih | 1820-ih | 1830-ih | ►
◄◄ | ◄ | 1797. | 1798. | 1799. | 1800. | 1801. | 1802. | 1803. | ► | ►►
Arhitektura • Astronomija • Biologija • Glazba • Kazalište • Kemija • Kiparstvo • Knjige • Književnost • Kršćanstvo • Medicina • Politika • Pravo • Promet • Slikarstvo • Šport • Znanost

## Rođenja
- 7. siječnja – Millard Fillmore, 13. predsjednik SAD-a († 1874.)
- 3. ožujka – Gregor Jožef Plohel, slovenski pisac (* 1730.)
- 9. travnja – Roberto de Visiani, hrvatski botaničar talijanskog porijekla († 1878.)
- 18. svibnja – Ivan Padovec, hrvatski gitarist i skladatelj († 1873.)
- 8. listopada – Šimon Meršić, gradišćanski hrvatski pisac († 1878.)
- 26. studenog – Anton Martin Slomšek, slovenski biskup, blaženik († 1862.)
- 3. prosinca – France Prešern, slovenski pjesnik i preporoditelj († 1849.)

## Smrti
- 18. svibnja – Aleksandar Vasiljevič Suvorov, ruski feldmaršal generalisimus (* 1729.)

## Vanjske poveznice
|  | Zajednički poslužitelj ima još gradiva o temi 1800. |